# Gannys
Gannys (gr. Γάννυς lub Γαίννυς, zm. w 218 w Nikomedii) – rzymski polityk i wojskowy, który odegrał ważną rolę we wstąpieniu na tron rzymskiego cesarza Heliogabala.

## Biografia
Pochodzący z Emesy (współcześnie Hims w Syrii) Gannys był nauczycielem młodego Wariusa Awitusa Bassjanusa, lepiej znanego jako Heliogabala, syna Julii Soaemias i Sekstusa Variusa Marcellusa; jako syn Julii Soaemias Bassjanus był członkiem dynastii Sewerów, która panowała w Cesarstwie Rzymskim do 217 roku (Karakalla). Dion napisał o Gannysie, że wychowany przez Maesę, był "praktycznie mężem" Soaemias. Starożytne źródła nie wspominają o tym, że miałby być eunuchem, współcześnie uważa się, że jest to wymysł Edwarda Gibbona.
Po śmierci Karakalli na tron wstąpił generał Makrynus; Julia Maesa i Soaemias próbowały przywrócić na tron członka ich rodziny; wybór padł na Bassjanusa. 16 maja 218 Julia Domna i Julia Maesa domagały się dla Bassjanusa praw do tronu cesarskiego przed obozem legionu III Gallica w Emesie, argumentując, że jest on synem Karakalli: aklamacja legionistów jest uważana za akt wstąpienia na tron Bassjanusa, który później przyjął imię Marcus Aurelius Antoninus Augustus, a później był znany jako Heliogabal.
Gannys został prefektem pretorianów i jako taki otrzymał dowództwo nad oddziałami Heliogabala, które stoczyły walkę z cesarzem Makrynusem w bitwie pod Antiochią (8 czerwca 218): Makrynus został pokonany i zabity, a Heliogabal został jedynym cesarzem.
Jako wychowawca Heliogabala Gannys wywarł bardzo silny wpływ na bardzo młodego cesarza (który wstąpił na tron w wieku czternastu lat), do tego stopnia, że pełnił rolę wicecesarza. Kasjusz Dion opisał go jako kochającego luksus i łapówki, ale obdarzającego korzyściami i nieszkodliwego, szanującego cesarza i kochanego przez Maesę i Soaemię; Heliogabal jednak kazał go zabić pretorianom zimą 218 w Nikomedii, ponieważ Gannys zmusił młodego cesarza skromniejszego i umiarkowanego trybu życia.